# Vok z Valdštejna
Vok z Valdštejna (2. polovina 14. století – po 1423) byl český šlechtic, významný zastánce husitského hnutí a osoby mistra Jana Husa.

## Život
Pocházel z českého šlechtického rody Valdštejnů, původem ze severních Čech. Poprvé je připomínán roku 1384.
Počátkem 15. století se stal přívržencem reformačního církevního učení Jana Husa. V roce 1410 obdržel blahopřejný dopis od anglického reformátora Johna Oldcastla za organizaci protestů proti pálení knih napsaných Wycliffem katolíky. V roce 1412 byl vůdcem davu, který veřejně pálil papežské buly o přímluvě na pražském pranýři.
Za podporu Husa byl žalován u papeže Jana XXIII., aby byl spolu s dalšími dvěma sympatizujícími šlechtici na dvoře Václava IV., Jindřichem Leflem z Lažan a Janem Sádlem ze Smilkova, souzen před papežskou stolici. Po upálení Husa v Kostnici podepsal s řadou dalších českých šlechticů 2. září 1415 tzv. Stížný list českých a moravských pánů do Kostnice, kterým se česká šlechta postavila proti popravě českého kněze.
Zemřel po roce 1423.
Jeho manželkou byla Eliška z Valdštejna, rozená z Úhlišť (z Říčan).